# جامبييرو بونيبيرتي
جامبييرو بونيبيرتي (Giampiero Boniperti) ؛ (بارينغو بمقاطعة نوفارا، 4 يوليو 1928)، لاعب كرة قدم إيطالي سابق.
و قد لعب مع نادي يوفنتوس بين عامي 1946 و1961، وقد سجل 182 هدف معهم، وقد ظل أفضل هداف في تاريخ نادي يوفنتوس لمدة تزيد عن الأربعين سنة، حتى حطم ألساندرو دل بييرو، وهو تاسع أفضل هداف في تاريخ الدوري الإيطالي، وقد اختاره بيليه ضمن قائمة أفضل 125 لاعب حي في مارس 2004.

## مسيرته الكروية
لعب جامبييرو بونيبيرتي خلال مسيرته الاحترافية مع نادِ واحدٍ في خمسة عشر موسمًا وسجل خلالها 178 هدف ضمن 444 مباراة. حيث فاز في موسمين بالكأس وفي خمسة مواسم بالدوري.
خاض جامبييرو بونيبيرتي مسيرته مع نادي يوفنتوس في موسم 1946–47 ليلعب معه خمسة عشر موسمًا، مشاركًا في 444 مباراة سجل خلالها 178 هدف.

## روابط خارجية
- جامبييرو بونيبيرتي على موقع الاتحاد الدولي (مؤرشف)  (الإنجليزية)
- جامبييرو بونيبيرتي على موقع قاعدة بيانات كرة القدم.إي يو (الإنجليزية)
- جامبييرو بونيبيرتي على موقع ناشيونال فوتبول تيمز (الإنجليزية)
- جامبييرو بونيبيرتي على موقع عالم كرة القدم.نت (الإنجليزية)
- جامبييرو بونيبيرتي على موقع أوليمبيديا (الإنجليزية)
- جامبييرو بونيبيرتي على موقع CONI honoured athlete website (الإيطالية)